# Surinaamse vogeleter
De Surinaamse vogeleter (Avicularia nigrotaeniata) is een spin uit de familie vogelspinnen (Theraphosidae) en lid van het geslacht Avicularia. Deze spin treft men voornamelijk aan in Guyana.